# Почетна страница
Почетна страница, главна страница или хоумпејџ (енгл. home page), је израз у информатици који се користи за означавање главне односно почетне странице неког сајта или интернет претраживача.
Почетна страница је прва страница која се покрене када покренемо интернет претраживач, такође већина интернет прегледача кориснику даје могћност да подеси почетну страницу према сопственој жељи, тако што ће уписати веб адресу сајта који жели да постане главна страница.
Као почетна страница обично се поставља интернет претраживач.
Многи сајтови дају могућност да се кликом на "главну страну" корисник током прегледања врати на почетну страницу тог сајта, такође интернет прегледачи дају кориснику могућност да у било ком тренутку може вратити на почетну страницу.
Понекад може доћи и до злоупотреба почетне странице од разних злонамерних програма, пример је адвер "Бабилон" који се без сагласности кориника инсталира на рачунар и себе поставља као почетну страницу преко које се врше претраге.